# Legenden om Tarzan (film)
Legenden om Tarzan (originaltitel: The Legend of Tarzan) är en brittisk-amerikansk actionäventyrsfilm baserad på figuren Tarzan. Filmen har Alexander Skarsgård i huvudrollen och är regisserad av David Yates, regissören av de fyra sista Harry Potter-filmerna. Filmen hade biopremiär under juli 2016.

## Handling
Det har gått åtta år sedan den legendariske djungelmannen Tarzan lämnade den afrikanska djungeln, där han växte upp hos en gorillafamilj, för ett liv som John Clayton III, Lord Greystoke, i London med sin älskade fru Jane Porter vid sin sida. John har nu blivit inbjuden att åka tillbaka till Kongo som ett sändebud åt det brittiska parlamentet, omedveten om att han bara är en bricka i ett dödligt spel av girighet och hämnd.
Efter att ha erövrat Kongo har kung Leopold II av Belgien nu blivit luspank och kan inte betala sin armé. Helt desperat skickade kung Leopold sin trogne tjänare kapten Leon Rom till Kongo för att få tag på de legendariska diamanterna i Opar. Roms expedition hamnade i ett bakhåll av Opars leopardmän som leds av hövding Mbonga, men Rom och Mbonga kom fram till en överenskommelse. Rom får Opars diamanter i utbyte mot Mbongas gamla fiende som dödade hans ende son: Tarzan.

## Röster om filmen

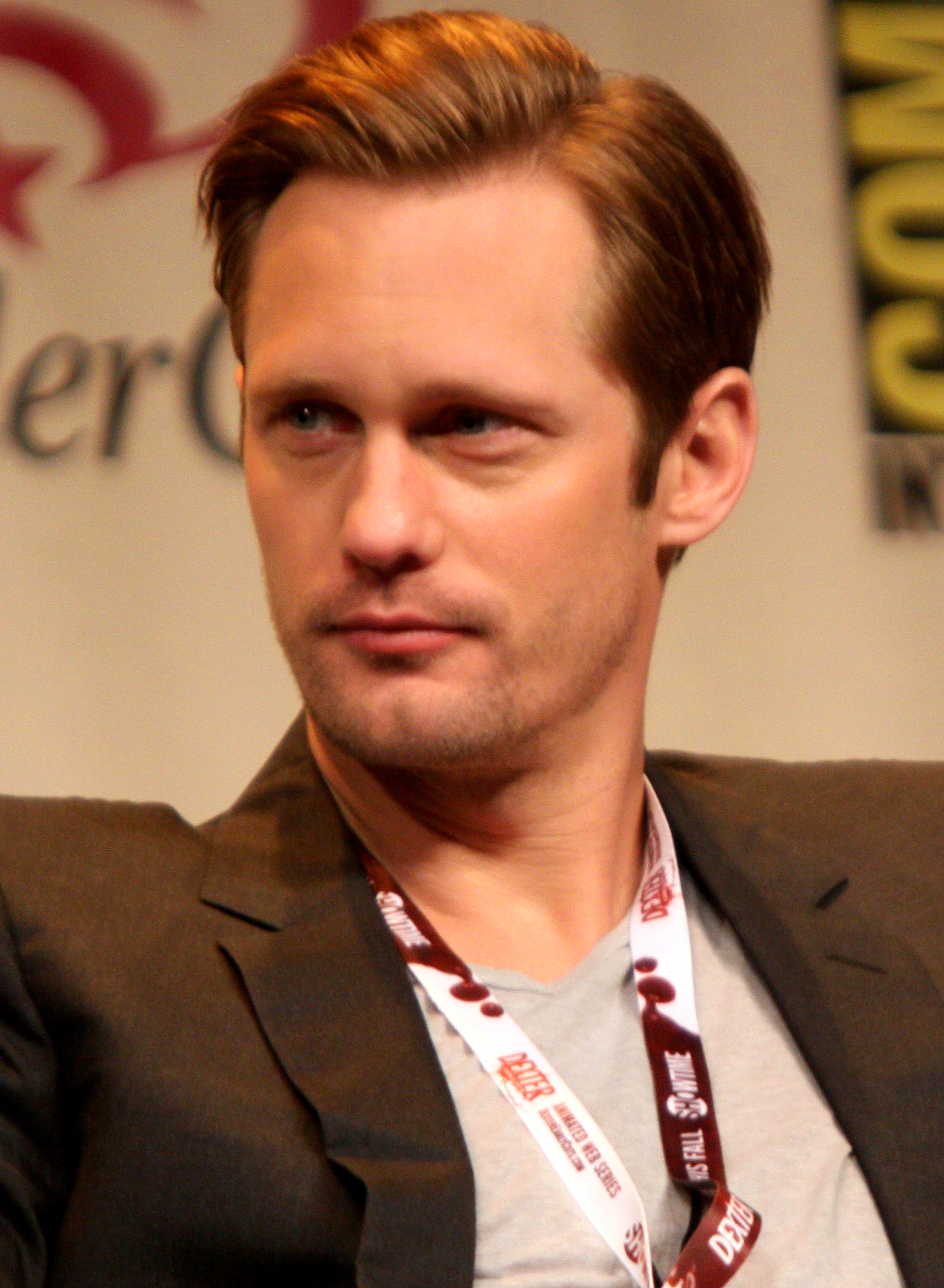
Alexander Skarsgård.

Trots de digitala framstegen inom filmkonsten, och möjligheterna att använda sig av både specialeffekter och eventuella retuscheringar, så krävde rollen som Tarzan mycket fysiskt engagemang från titelrollsinnehavaren Alexander Skarsgård. I en intervju med tidningen Café i juni 2016 berättade Skarsgård att diet- och träningsupplägget inför filminspelningen, för att på bästa sätt kunna gestalta den minst sagt atletiske Tarzan, började en bra tid innan inspelningen i London kom igång. I början åt han 7000 kalorier om dagen (jämfört med ett vanligt rekommenderat dagsintag för män på omkring 2500 kalorier om dagen) och lyfte vikter för att öka i kroppsvolym, för att sedan dra ner på matintaget betydligt under en åtta månader lång träningsperiod (under ledning av den personlige tränaren Magnus Lygdbäck). Uppoffringarna tärde både fysiskt och psykiskt på huvudrollsinnehavaren.
| ”                                                                             | Jag var ett vrak på helgerna. Min pappa spelade in tv-serien River i London samtidigt och jag träffade honom två gånger under de tre månader han var där för det… Jag orkade inte. Jag gick inte på restaurang på åtta månader, drack inte på åtta månader och träffade egentligen inte mina vänner. Men samtidigt var det ett så otroligt projekt. Jag såg det som en superspännande möjlighet. | „ |
| – Alexander Skarsgård om diet- och träningsupplägget inför rollen som Tarzan. | |   |

## Rollista (i urval)
- Alexander Skarsgård – John Clayton III / Tarzan
- Samuel L. Jackson – George Washington Williams
- Margot Robbie – Jane Porter-Clayton
- Christoph Waltz – Kapten Leon Rom
- Djimon Hounsou – Hövding Mbonga
- Jim Broadbent – Robert Gascoyne-Cecil, Storbritanniens premiärminister
- Ben Chaplin – Kapten Moulle
- Simon Russell Beale – Mr. Frum
- Yule Masiteng – Hövding Muviro
- Sidney Ralitsoele – Wasimbu
- Osy Ikhile – Kwete
- Mimi Ndiweni – Eshe
- Casper Crump – Major Kerckhover
- Matt Cross – Akut
- Madeleine Worrall – Kala
- William Wollen – Kerchak
- Rory J. Saper – 18-årige Tarzan
- Christian Stevens – 5-årige Tarzan
- Hadley Fraser – John Clayton II
- Genevieve O'Reilly – Alice Clayton